# Holger Höcke
Holger Höcke (* 1962 in Saarbrücken) ist ein deutscher Verlagsredakteur und Schriftsteller.

## Leben
Höcke wuchs in Mainz auf. An der dortigen Johannes-Gutenberg-Universität studierte er Germanistik, evangelische Theologie und Latein. Er absolvierte 1989 sein Erstes Staatsexamen und schloss die Ausbildung 1995 mit einer Promotion zum Dr. phil. ab. In seiner Dissertation versuchte er, erstmals eine Gesamtinterpretation der Arabel von Ulrich von dem Türlin als „Rezeptionsphänomen“ vorzunehmen.
Seitdem ist er als Schulbuchredakteur beim Diesterweg-Verlag tätig. In den 2000er Jahren war er dort auch Redakteur der Zeitschrift für Pädagogik und Theologie.
Neben der Mitarbeit an einigen Schulbüchern ist Höcke Autor der Mainzer Erzählung Der Zecher vom Fastnachtsbrunnen und des historischen Romans Der Mönch von Eberbach.
Er lebt in Zwingenberg in Hessen.

## Publikationen (Auswahl)
- „Willehalm“-Rezeption in der „Arabel“ Ulrichs von dem Türlin, Dissertation, 1995. In: Europäische Hochschulschriften, Band 1586, Wissenschaftsverlag Peter Lang, 1996, ISBN 978-3-631-30555-3.
- Der Zecher vom Fastnachtsbrunnen. Lermann Verlag, 2005, ISBN 978-3-927223-21-9.
- Der Mönch von Eberbach. Roman, Conte Verlag 2011, ISBN 978-3-941657-31-1.
- (Redaktion) Kursbuch Religion 1. Calwer Verlag und Diesterweg, 2015, ISBN 978-3-7668-4324-1 / ISBN 978-3-425-07825-0.[1]
- Kriemhild und ihre Brüder. Rhein-Mosel-Verlag, 2018, ISBN 978-3-89801-405-2.
- Kriemhilds Rache. Rhein-Mosel-Verlag, 2022, ISBN 978-3-89801-457-1.